# Chlorophorus trusmadensis
Chlorophorus trusmadensis är en skalbaggsart som beskrevs av Dauber 2006. Chlorophorus trusmadensis ingår i släktet Chlorophorus och familjen långhorningar. Inga underarter finns listade i Catalogue of Life.